# Gare de Long Branch
Pour les articles homonymes, voir Long Branch.
La gare de Long Branch est une gare ferroviaire située au quartier Long Branch dans le sud-ouest de la ville de Toronto en Ontario, exploitée par GO Transit. La gare dessert les trains de la ligne Lakeshore West qui relie entre Toronto et Hamilton.

## Situation ferroviaire
La gare est située à la borne 9,6 milles (15,4 km) de la subdivision Oakville du Canadien National, entre les gares de Mimico et de Port Credit. À l'est de la gare, la subdivison Canpa se dirige vers la subdivision Galt du Canadien Pacifique. Ainsi, le centre d'entretien ferroviaire Willowbrook de GO Transit est situé à l'est de la jonction. À l'ouest de la gare, les voies traversent le ruisseau Etobicoke et approchent la ville de Mississauga.

## Histoire
La gare est mise en service en 1967 avec l'ouverture initiale de la ligne Lakeshore West. La gare demeurait inchangée jusqu'en 2009, quand Metrolinx a dévoilé son plan d'accessibilité et identifié la gare afin de la moderniser et d'améliorer l'accessibilité. En 2013, Metrolinx a présenté plus de détails de son plan de moderniser la gare. Le plan consiste : 
- Un nouveau tunnel ouest accessible avec ascenseur et escaliers jusqu'au niveau du quai
- Un nouvel accès piétonnier accessible, que ce soit une nouvelle passerelle ou un tunnel
- Un nouvel édicule de l'entrée est avec des toilettes et une salle d'attente accessibles aux fauteuils roulants
- L'amélioration du stationnement existant, y compris un parc relais, des pistes cyclables, des passages piétonniers, et des abris pour vélos -Un nouvel abri pour vélos -La remise en état des systèmes de communication, mécaniques et électriques
- L'amélioration de l'accès à partir d'Edgeware Drive
- La réfection des quais, y compris le système de fonte de neige, des abris chauffés, des ascenseurs, des escaliers, des auvents de quai intégrés et
- Dispositions pour un service à toutes les 15 minutes toute la journée sur la ligne Lakeshore West.

La gare deviendra accessible aux fauteuils roulants en 2023 et le service sera bonifié avec des trains à toutes les 15 minutes en 2025.

## Service des voyageurs

### Accueil
La billetterie de GO Transit est ouverte en semaine de 6h à 20h45, les fins de semaine et jours fériés de 9h30 à 16h45. L'ambassadeur de la gare GO peut aider les clients à configurer un type de tarif ou à définir un trajet par défaut sur la carte Presto. Les clients disposent également d'options en libre-service, notamment l'achat d'un billet papier dans un distributeur automatique de billets, le chargement d'une carte Presto dans un distributeur automatique de billets compatible avec Presto, l'achat d'un billet électronique avec leur smartphone et le paiement au valideur avec une carte de crédit sans contact ou une carte Presto. La gare dispose d'un stationnement incitatif, des toilettes publiques, une zone de covoiturage, des téléphones payants, une salle d'attente, Wi-Fi, et des abris de quai chauffés. La gare n'est pas accessible aux fauteuils roulants pour le moment. Des travaux d'accessibilité seront réalisés d'ici 2023.

### Desserte
La gare dessert les trains de la ligne Lakeshore West au maximum toutes les 30 minutes tous les jours. Durant les périodes de pointe, les trains en direction ouest de la gare Union terminent leurs trajets aux gares d'Aldershot, d'Hamilton et de West Harbour. Hors pointe, tous les trains en direction ouest terminent leurs trajets en alternance à Aldershot, et à West Harbour. Des lignes d'autobus correspondent vers Hamilton, Brantford et Niagara Falls en fin de trajet.
Les trains du Corridor de VIA Rail vers Toronto, London et Windsor empruntent la même voie mais ne s'arrêtent pas à la gare.

### Intermodalité
La gare est desservie par la 501 Queen, une ligne de tramway de la Commission de transport de Toronto (TTC) vers les stations Osgoode et Queen, et le terminus Neville Park via le boulevard Lake Shore, The Queensway, et la rue Queen. Le service de tramway de nuit est assumé par la 301 Queen. À partir du 5 août 2021, les services de tramway est remplacé par autobus vers l'avenue Broadview, jusqu'à nouvel ordre. La correspondance vers le tramway se fait entre la rue Parliament et l'avenue Broadview.
Les routes 110 Islington South et 123 Sherway de la TTC desservent également la gare. La route 110 Islington South est un service de bus local vers la station Islington. Deux des trois branches de la route desservent la gare : la 110A circule sur Brown's Line en tout temps, et la 110B circule sur la 30e rue durant les périodes de pointe. La 123 Sherway est un service local vers le centre commercial Sherway Gardens et la station Kipling. Deux des quatre branches de la route desservent la gare : la 123B circule sur The East Mall les soirs de semaine et toute la journée en fin de semaine, et la 123C circule sur The Queensway et la rue North Queen en tout temps.
La route 315 Evans-Brown's Line est le service de nuit de la TTC vers Sherway Gardens et la station Royal York, via Brown's Line, l'avenue Evans et le chemin Royal York.
Deux routes locales de MiWay, l'agence de transport en commun de la ville de Mississauga, desservent la gare. La 5 Dixie est un service local vers le centre commercial Dixie, la station Dixie du service rapide par bus Transitway de Mississauga, via le chemin Dixie. La 23 Lakeshore est un service local vers les gares de Port Credit et de Clarkson, via le chemin Lakeshore. Les deux routes desservent la gare en tout temps.
La gare est également équipée de supports à vélos. 31 points d'ancrage de vélos en libre-service sont disponibles à cette gare.